# 임근재
임근재(林根載, 1969년 11월 5일 ~ )는 대한민국의 축구인이다.

## 클럽 경력
LG 치타스에서 1992년부터 1994년까지 선수 생활을 하고 1995년 포항 아톰즈로 이적하여 1996년에 은퇴하였다. 1992년 K리그 득점상을 차지하였다.

## 지도자 경력
2007년에 서울 유나이티드 FC의 초대 감독으로 선임되었으며, 2009년 서울 유나이티드 FC의 총감독으로 선임되었다.

## 수상 내역
| 선수 클럽 FC 서울 (前 LG 치타스) K리그1 ● 준우승 (1) : 1993 ● 4위 (1) : 1992 리그컵 ● 준우승 (2) : 1992 , 1994 포항 스틸러스 (前 포항 아톰스) K리그1 ● 준우승 (1) : 1995 ● 3위 (1) : 1996 FA컵 ● 우승 (1) : 1996 리그컵 ● 준우승 (1) : 1996 개인 1992년 K리그 득점상 수상 1992년 K리그 베스트 11 선정 | 서울 유나이티드 - K3리그 어드밴스 ● 우승 (1): 2007 |